# ميت الدريج
ميت الدريج إحدى قرى مركز كفر شكر التابع لمحافظة القليوبية بجمهورية مصر العربية.

## التاريخ
قرية ميت الدريج من القرى القديمة، حيث وردت باسم «منية الدرّاج» في أعمال الشرقية ضمن قرى الروك الصلاحي التي أحصاها ابن مماتي في كتاب قوانين الدواوين، كما وردت باسم «منية الدراج» في أعمال الشرقية ضمن قرى الروك الناصري التي أحصاها ابن الجيعان في كتاب «التحفة السنية بأسماء البلاد المصرية». وفي العصر العثماني ورد اسمها في التربيع العثماني الذي أجراه الوالي العثماني سليمان باشا الخادم في عصر السلطان العثماني سليمان القانوني ضمن قرى ولاية الدقهلية، وفي تاريخ 1228هـ/1813م الذي عدّ قرى مصر بعد المسح الذي قام به محمد علي باشا باسم «ميت الدريج» ضمن قرى مديرية الدقهلية، وبعد تأسيس مركز كفر شكر، اقتطعت القرية من مديرية الدقهلية، وألحقت بمركز كفر شكر في مديرية القليوبية.

## السكان
بلغ عدد سكان ميت الدريج 2,487 نسمة، حسب الإحصاء الرسمي لعام 2006.